# Reprezentacja Austrii na żużlu
Reprezentacja Austrii na żużlu – grupa żużlowców reprezentujących Republikę Austrii w sportowych imprezach międzynarodowych. Za jej funkcjonowanie odpowiedzialna jest Austrian Motorsport Federation (AMF).

## Kadra
Następujący żużlowcy zostali nominowani do reprezentowania Austrii w zawodach FIM i FIM Europe w sezonie 2023:
Seniorzy:
- Daniel Gappmaier

Juniorzy:
- Sebastian Kössler